# Polideportivo Fernando Martín
El Pabellón Polideportivo Municipal Fernando Martín es una arena situada en Fuenlabrada (Comunidad de Madrid, España). Inaugurada en septiembre de 1991, inicialmente contaba con un aforo para 5100 espectadores, pero en el año 2007 se efectuó una reforma en el pabellón, se construyó una nueva grada en el fondo norte y un aparcamiento subterráneo. De esta manera el recinto fuenlabreño aumento su aforo hasta 5700 personas. Se utiliza principalmente para baloncesto y es el pabellón donde juega como local el  Baloncesto Fuenlabrada.
Durante la fase de grupos de la temporada 1991-1992 de la Euroliga el pabellón fue el estadio del club serbio KK Partizan, que tenía prohibido por la FIBA jugar sus partidos en Belgrado debido a la Guerra de Yugoslavia.
Recibe su nombre del jugador de baloncesto Fernando Martín Espina. Su hijo, Jan Martín, tuvo la ocasión de jugar en el pabellón con el Baloncesto Fuenlabrada en la temporada 2004/2005 en LEB.